# Stephen O'Donnell
Stephen Gerard O'Donnell, född 11 maj 1992, är en skotsk fotbollsspelare som spelar för Motherwell och Skottlands landslag.